# Digitale Stad
Een Digitale Stad is een naam die wordt gebruikt voor het aanduiden van een internetgemeenschap die de metafoor van een stad hanteert.
De eerste Nederlandse Digitale Stad was de Digitale Stad (DDS), die in 1994 in Amsterdam werd opgericht. De bedoeling was om een gemeenschap van internetgebruikers in het leven te roepen die samen internetvoorzieningen, zoals elektronische post, dus e-mail, zouden kunnen delen. De meeste gebruikers in DDS kwamen uit de regio Amsterdam. De Amsterdamse DDS werd gevormd naar het voorbeeld van the Well alsmede naar Amerikaanse en Canadese Freenets. Terwijl deze een regionale gemeenschap als doelgroep hadden, heeft DDS deze regionale beperking niet aangemoedigd. The Well is bekend geworden door het boek The Virtual Community van Howard Rheingold.
Het idee om DDS op te richten ontstond op de hacker conferentie Hacking at the End of the Universe (HEU), georganiseerd door Rop Gonggrijp in de zomer van 1993 in Lelystad. Initiatiefnemers waren Felipe Rodriquez, Marleen Stikker en Joost Flint.
In veel andere Nederlandse steden en regio’s werden in de loop van de negentiger jaren digitale steden opgericht. Daar werd wel geprobeerd om een regionale gemeenschap te binden, regionale voorzieningen in te richten of promotie te maken voor een bepaalde gemeente. Zo ontstonden bijvoorbeeld de Digitale Stad Eindhoven (december 1994), De Digitale Regio Utrecht en de Digitale Stad Groningen.
Het publieke gedeelte van de eerste Digitale Stad werd in 1999 en 2000 verkocht. Als reactie hierop werd door voormalige DDS-bewoners de Echte Digitale Stad opgericht.